# Coverband
Coverband kallas ett band vars repertoar huvudsakligen består av coverversioner, det vill säga nyinspelningar av låtar som skrivits och/eller spelats in av andra artister.
En speciell typ av coverband är sådana som specialiserat sig på en grupp och också klär ut sig till denna grupp. Norrköpingsgruppen Liverpool, som imiterat The Beatles har här varit föregångare. Denna typ av grupp tar ofta sitt namn med anknytning till den grupp de imiterar - ofta en låttitel. Dessa kallas hyllningsband.
Magnus Uggla besjöng 2007 fenomenet i sången Coverbandens förlovade land på albumet Pärlor åt svinen.